# Албен Белински
Албен Белински е първият световен шампион на България по кикбокс.
Той е и първият шампион на България от „Свободни боеве“ през 1989 г. През 1991 г. в Париж става първият български световен шампион по кикбокс, а на следващата година и европейски шампион за професионалисти! Белински е многократен победител в „свободни двубои“; изиграл е около 100 мача, при почти всички от тях печели с нокаут. Има и 7 срещи като професионален боксьор в тежка категория, пет от които е спечелил с нокаут.